# Ehwiesmühle
Ehwiesmühle ist ein Ortsteil des schwäbischen Marktes Bad Grönenbach im Landkreis Unterallgäu (Bayern).

## Geografie
Der Weiler liegt rund sechs Kilometer ostsüdöstlich von Bad Grönenbach und vier Kilometer südöstlich von Wolfertschwenden, am Ende eines Tales zwischen dem Rossrücken im Osten und dem Wintisser Rain im Westen, das vom Mühlbach durchflossen wird. Das Quellgebiet des Mühlbaches befindet sich in der Nähe der Ehwiesmühle. Nördlich befindet sich die Gemeinde Wolfertschwenden, im Süden der Weiler Hinterhalde im Landkreis Oberallgäu. Ehwiesmühle ist über eine Stichstraße durch das Mühlbachtal von Ittelsburg und Wolfertschwenden aus erreichbar.

### Geologie
Der Untergrund des Weilers und des gesamten Tales besteht aus der ungegliederten Oberen Süsswassermolasse, die im Miozän gebildet wurde, mit Böden aus Tonen, Schluff, Mergel, Sand und zum Teil aus Kies. Die Höhenzüge, die das Tal bilden, bestehen aus einer Altmoräne mit Endmoränenzügen der Mindeleiszeit des Pleistozäns. Der Untergrund der Altmoräne besteht zum Teil aus Vorstoßschotter, Kies, Sand, Ton und Schluff, sowie zum Teil aus einem Konglomerat.

## Geschichte
Die 1505 erstmals erwähnte Ehwiesmühle war ehemals die Herrschaftsmühle des Schlosses Falken bei Ittelsburg.